# Jacques Paul Klein
Pour les articles homonymes, voir Klein.
 (mai 2023).
La mise en forme du texte ne suit pas les recommandations de Wikipédia : il faut le « wikifier ».
Les points d'amélioration suivants sont les cas les plus fréquents. Le détail des points à revoir est peut-être précisé sur la page de discussion.
- Les titres sont pré-formatés par le logiciel. Ils ne sont ni en capitales, ni en gras.
- Le texte ne doit pas être écrit en capitales (les noms de famille non plus), ni en gras, ni en italique, ni en « petit »…
- Le gras n'est utilisé que pour surligner le titre de l'article dans l'introduction, une seule fois.
- L'italique est rarement utilisé : mots en langue étrangère, titres d'œuvres, noms de bateaux, etc.
- Les citations ne sont pas en italique mais en corps de texte normal. Elles sont entourées par des guillemets français : « et ».
- Les listes à puces sont à éviter, des paragraphes rédigés étant largement préférés. Les tableaux sont à réserver à la présentation de données structurées (résultats, etc.).
- Les appels de note de bas de page (petits chiffres en exposant, introduits par l'outil «  Source ») sont à placer entre la fin de phrase et le point final[comme ça].
- Les liens internes (vers d'autres articles de Wikipédia) sont à choisir avec parcimonie. Créez des liens vers des articles approfondissant le sujet. Les termes génériques sans rapport avec le sujet sont à éviter, ainsi que les répétitions de liens vers un même terme.
- Les liens externes sont à placer uniquement dans une section « Liens externes », à la fin de l'article. Ces liens sont à choisir avec parcimonie suivant les règles définies. Si un lien sert de source à l'article, son insertion dans le texte est à faire par les notes de bas de page.
- La présentation des références doit suivre les conventions bibliographiques. Il est recommandé d'utiliser les modèles {{Ouvrage}}, {{Chapitre}}, {{Article}}, {{Lien web}} et/ou {{Bibliographie}}. Le mode d'édition visuel peut mettre en forme automatiquement les références.
- Insérer une infobox (cadre d'informations à droite) n'est pas obligatoire pour parachever la mise en page.

Pour une aide détaillée, merci de consulter Aide:Wikification.
Si vous pensez que ces points ont été résolus, vous pouvez retirer ce bandeau et améliorer la mise en forme d'un autre article.
Jacques Paul Klein est un ancien diplomate américain qui a dirigé trois missions de maintien de la paix des Nations unies : l'Administration transitoire des Nations unies pour la Slavonie orientale, la Baranja et la Syrmie occidentale (ATNUSO) du 17 janvier 1996 au 1er août 1997, la Mission des Nations unies en Bosnie-Herzégovine (MINUBH) du 16 juillet 1999 au 31 décembre 2002, et la Mission des Nations unies au Liberia (MINUL) du 17 juillet 2003 au 20 juillet 2005.

## Biographie
Jacques Paul Klein est né le 9 janvier 1939 à Sélestat (Alsace), en France. Il est le fils de Jean-Paul Klein et de Joséphine Klein (née Wolff). Au Moyen Âge, la famille Klein se situe à Wuille (Ville) dans les Vosges. Barthel Klein et ses descendants ont été maires, magistrats municipaux et conseillers municipaux à Ville. En 1695, après la guerre de Trente Ans, Jean Klein épouse Catherine Bleicher, originaire de Saint-Hippolyte (St. Pilt) et, après leur mariage, ils emménagent avec sa famille à Ville. Après cinq années d'occupation nazie, la mort du père de Klein et la destruction de la maison familiale et de l'entreprise à la fin de la Seconde Guerre mondiale, sa mère choisit de partir aux États-Unis avec son fils de sept ans, où elle arrive le 7 décembre 1946. Avant de quitter la France, Klein avait commencé ses études primaires au collège Koeberle de Sélestat.

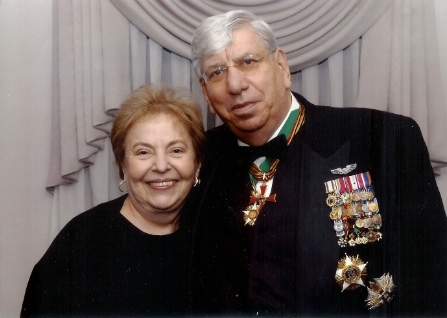
Klein et son épouse Margrete (Gretchen) Siebert Klein

En août 1968, Klein épouse Margrete (Gretchen) Siebert Klein. Elle est titulaire d'une licence en mathématiques de l'université Baldwin Wallace de Berea (Ohio), d'une maîtrise en physique de l'université du Michigan et d'un doctorat en enseignement des sciences de l'université Northwestern d'Evanston (Illinois). Elle poursuit une carrière professionnelle en tant que professeur d'université et travaille ensuite en tant qu'associée à la division de physique et est directrice de programme à la National Science Foundation à Washington, D.C. Ils ont deux enfants, Christian et Maia, et quatre petits-enfants, Nikolas, Sophia, Caroline et Courtenay.
Klein fait carrière au sein du Senior Foreign Service du département d'État. Il obtient sa licence et son diplôme d'études supérieures en histoire à l'université Roosevelt de Chicago, dans l'Illinois, et effectue un travail de troisième cycle en politique internationale à l'université catholique d'Amérique à Washington, D.C. En reconnaissance de ses services rendus à la paix, l'université Elmhurst lui décerne le titre honorifique de docteur en droit et l'université Roosevelt le titre honorifique de docteur honoris causa en lettres. En 1957, il reçoit un certificat d'appréciation et le sceau de la ville d'Osijek et, en 1998, la Charte de gratitude du président croate. En 2003, il est nommé citoyen d'honneur de la ville de Vukovar. En reconnaissance de son engagement en faveur de la compréhension et de la réconciliation internationales, la Cour des droits de l'homme de Strasbourg lui décerne le prix Marcel Rudloff pour son « service de la défense de l'esprit de tolérance ». En 2011, l'Université Josip Juraj Strossmayer lui décerne le titre de docteur honoris causa, l'Association des rapatriés de Croatie lui remet un certificat de reconnaissance et l'Evandeoski Teoloski Fakultet d'Osijek, en Croatie, lui décerne le Distinguished Global Leadership Award « pour avoir été un leader transformationnel qui a fait preuve d'une vision claire, d'une conviction morale et d'une volonté politique tout en défendant les droits de l'homme et le développement de la démocratie en Croatie, en Bosnie-Herzégovine et au Liberia ». En 2013, il est nommé citoyen d'honneur de la ville d'Osijek et en 2019, il reçoit la médaille d'or de l'Union alsacienne, la Coupe du service extérieur de DACOR et est nommé membre du comité d'honneur de l'Académie d'Alsace des sciences, lettres et arts.

## Carrière

### Armée de l'air
Le général de division Klein suit les programmes d'extensions de l'Industrial College of the Armed Forces, de l'Air War College (en), de l'Air Command and Staff College et du Squadron Officer School. Il étudie au National War College, en résidence, en 1980, le National Security Management Course de la National Defense University en 1988 et le Program for Senior Executives in National and International Security de la John F. Kennedy School of Government à l'université d'Harvard en 1989.
Le général Klein passe par l'école de formation des officiers de la base aérienne de Lackland, au Texas, en août 1963, et est affecté à la 366e escadre de chasseurs tactiques de la base aérienne de Holloman, au Nouveau-Mexique, en tant que directeur adjoint du personnel, puis en tant que chef des services de contrôle de la qualité et des carrières. En 1965, le général Klein se porte volontaire pour servir au Sud-Vietnam et est affecté à la base aérienne de Nha Trang (en) pour participer à la mise en place de la 14e escadre de commandos aériens. Au cours de cette affectation, il obtient son brevet d'officier non breveté en effectuant des missions de renseignement, de frappe et de reconnaissance en 0-1 Es avec le 21e escadron de soutien aérien tactique. Pendant son séjour au Viêt Nam, il est sélectionné pour être affecté au 1005e groupe d'enquêtes spéciales. En 1966, il suit une formation de base en renseignement et une formation spécialisée en contre-espionnage à Washington, D.C., avant d'être nommé chef adjoint de la division du contre-espionnage, Office of Special Investigations, District 2, à New York.
En janvier 1968, après avoir été libéré du service actif pour reprendre des études supérieures, le général Klein accepte une affectation de réserve à l'Office of Special Investigations, district 24, à Chicago dans l'Illinois. En 1969, on lui demande d'occuper un poste civil de chef de la division du contre-espionnage. Cette nomination nécessite sa réaffectation en tant qu'officier de renseignement au 1127e Field Activities Group, à Fort Belvoir, en Virginie. De 1969 à 1974, le général Klein sert dans les détachements 8, 11 et 21 de la réserve de renseignement dans l'Illinois et en Virginie avant d'être affecté au 7602e groupe de renseignement aérien, nouvellement activé, à Fort Belvoir, en Virginie.
En 1975, le général Klein active le détachement 23 de la réserve de renseignement à la base aérienne de Ramstein, en République fédérale d'Allemagne, et sert en tant que directeur du renseignement et officier exécutif avant d'en prendre le commandement en 1977. Après avoir obtenu son diplôme de l'École nationale supérieure de guerre en 1980, il devient commandant du détachement 19 de la réserve de renseignement, à Arlington Hall Station, en Virginie, tout en étant le premier attaché de la réserve aérienne en République fédérale d'Allemagne et, par la suite, en France. En juin 1982, il est nommé assistant de mobilisation auprès du chef de la division politique et gestion de la direction des programmes internationaux de l'état-major de l'armée de l'air. En mai 1983, il est rappelé dans le domaine du renseignement en tant qu'assistant de mobilisation du chef d'état-major adjoint pour le renseignement au quartier général de l'armée de l'air..
En mars 1987, le général Klein est réaffecté en tant qu'assistant de mobilisation auprès du chef d'état-major adjoint chargé des programmes et des ressources. En septembre 1989, il reprend sa carrière dans le domaine du renseignement en tant qu'assistant de mobilisation auprès du chef d'état-major adjoint pour le renseignement. En avril 1990, il est sélectionné pour occuper le poste d'assistant de mobilisation auprès du commandant de l'université de l'air. En janvier 1991, le général Klein est rappelé en service actif pour une courte période pendant la guerre du Golfe et retourne à la vie civile à la fin du conflit. Il prend sa retraite de l'armée de l'air en août 1998, après 35 ans, 2 mois et 28 jours de service.

### Service extérieur
L'ambassadeur Klein fait carrière au sein du service diplomatique supérieur des États-Unis, avec le rang de ministre-conseiller. Il occupe sept postes diplomatiques à l'étranger et trois postes au département d'État.
Klein passe l'examen du service extérieur du département d'État en juin 1969 et entre au service extérieur en 1971. Il effectue sa première période de service au centre d'opérations du secrétariat exécutif du bureau du secrétaire d'État. Il est ensuite affecté à l'étranger en tant qu'agent consulaire au consulat général des États-Unis à Brême, en République fédérale d'Allemagne. En 1973, il est réaffecté au département d'État en tant qu'agent politique au bureau des affaires de l'Europe du Sud. Il retourne à l'étranger en 1975, lors de l'établissement des relations diplomatiques avec la République démocratique allemande, pour occuper le poste d'agent consulaire à l'ambassade américaine nouvellement ouverte à Berlin. En 1977, il est réaffecté à l'ambassade américaine de Bonn en tant qu'officier politique.
Klein est sélectionné pour suivre les cours du National War College en 1979. Après l'obtention de son diplôme, il est affecté en tant que responsable de l'analyse de la gestion au sein de l'équipe de planification de la politique au bureau du directeur général du service extérieur. En 1982, il est détaché auprès du ministère de la Défense des États-Unis pour occuper le poste de conseiller principal pour les affaires internationales auprès du secrétaire de l'armée de l'air, avec le rang de secrétaire adjoint. Il retourne ensuite au département d'État pour devenir directeur de l'Office of Strategic Technology Matters au sein du bureau des affaires politico-militaires. En 1989, il est de nouveau rappelé au ministère de la Défense pour occuper le poste de sous-secrétaire adjoint de l'armée de l'air pour les affaires internationales.
En 1990, Klein retourne au département d'État en tant que conseiller principal du directeur général du service extérieur et directeur du personnel pour l'évolution des carrières, la formation et les affectations spéciales. En 1993, il est à nouveau affecté à l'étranger, en tant que conseiller politique du commandant en chef du Commandement européen des États-Unis à Stuttgart, en Allemagne.

### Nations unies et organisations internationales
En 1996, le secrétaire général des Nations unies Boutros Boutros-Ghali choisit Klein comme administrateur transitoire pour la Slavonie orientale, la Baranja et la Syrmie occidentale (ATNUSO), avec le rang de secrétaire général adjoint. En tant que chef de mission, il a la responsabilité du commandement et du contrôle ainsi que de la gestion quotidienne d'une force multinationale de 5 000 militaires, 350 officiers de police civile internationaux, 100 observateurs militaires multinationaux, 300 fonctionnaires internationaux et un personnel national local de 600 personnes. Il administre un budget de 370 millions de dollars et, grâce à une gestion habile, réduit les dépenses réelles de plus de 20 millions de dollars par an.
Au cours de la période 1998-2001, Klein occupe le poste de Haut représentant adjoint principal, au sein du Bureau du Haut représentant, avec le rang d'ambassadeur itinérant, dans l'organisation internationale créée par les accords de paix de Dayton. Il a l'autorité générale et la responsabilité de la gestion quotidienne du Bureau du Haut Représentant (BHR). L'OHR était composé de 436 diplomates et fonctionnaires internationaux issus de 22 pays différents et disposait d'un budget annuel de 32 millions d'euros.
De 2001 à 2003, Klein occupe le poste de représentant spécial des Nations unies, de secrétaire général et de coordinateur des quinze agences des Nations unies en Bosnie-Herzégovine (BiH), avec le rang de secrétaire général adjoint. En tant que chef de mission, il a l'autorité générale et la responsabilité de la gestion quotidienne de 2 700 policiers internationaux de 46 pays différents, de 432 diplomates et fonctionnaires internationaux de 95 pays, et d'un personnel national local de 1 400 membres affectés à Sarajevo et à sept bureaux régionaux dans le pays, avec un budget de 168,2 millions de dollars.
De 2003 à la mi-2005, Klein est le représentant spécial du secrétaire général et le coordinateur des opérations internationales au Liberia. Il met en place la plus grande mission des Nations unies au monde, composée de 15 000 militaires, 1 115 policiers internationaux, 215 observateurs militaires, 695 diplomates et fonctionnaires internationaux, 500 volontaires des Nations unies et 800 employés locaux, avec un budget de 800 millions de dollars. Klein est chargé de réintégrer et de réhabiliter les ex-combattants et d'organiser les premières élections démocratiques depuis un quart de siècle,.

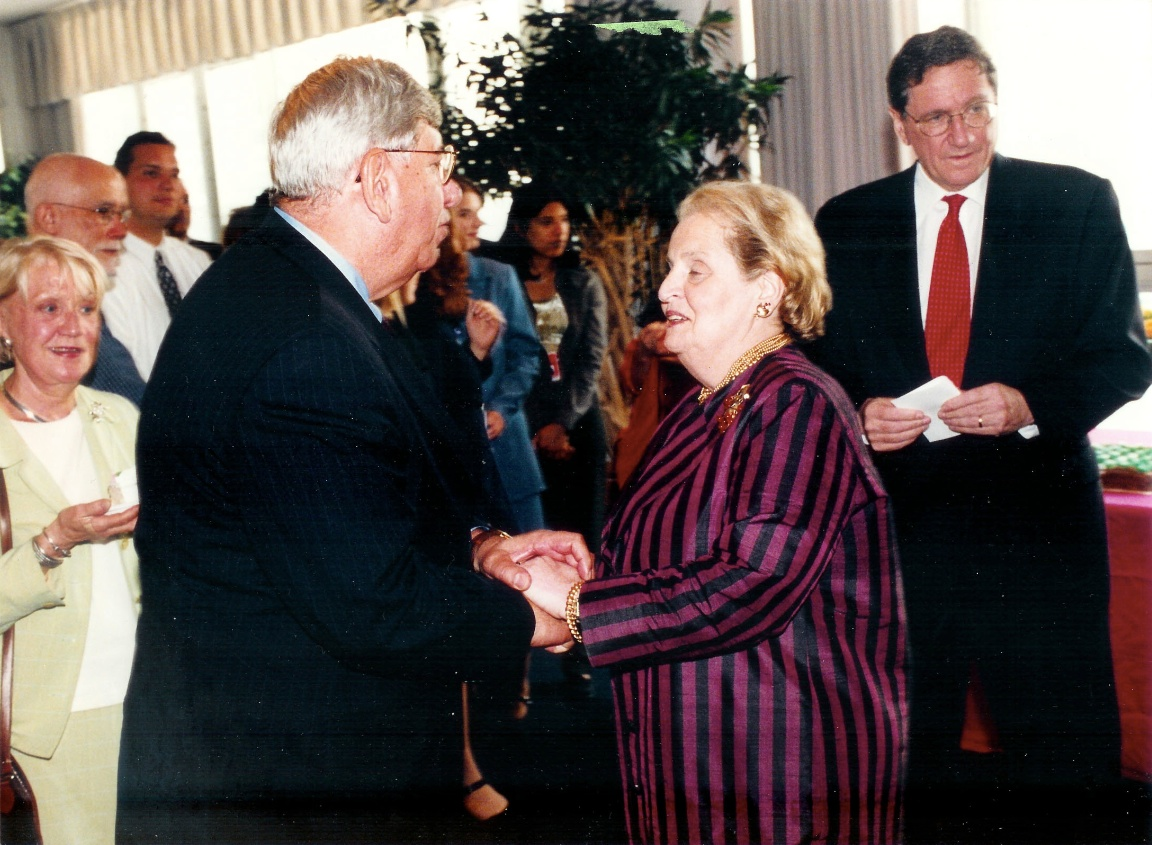
Klein, Madeleine Albright et Richard Holbrooke à la Mission des États-Unis aux Nations unies

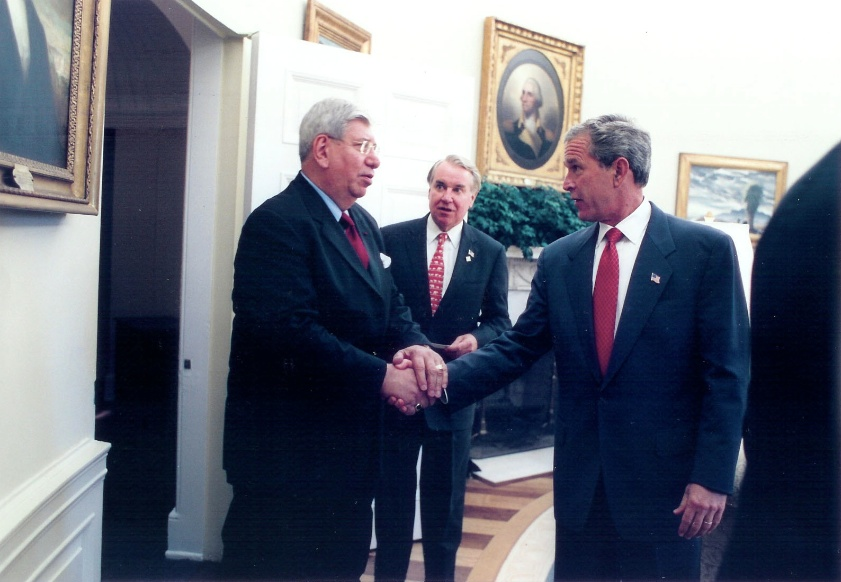
Klein et le Président George W. Bush

Le mandat de Klein aux Nations unies est entaché par une série d'allégations, d'accusations et de rumeurs sans fondement, alimentées par les trois factions belligérantes du Liberia dans le but de le discréditer et de discréditer les Nations unies. L'enquête du BSCI des Nations unies a été jugée inadéquate et la publication du rapport allait à l'encontre du mandat des Nations unies. « En autorisant la publication d'un projet de rapport, on a laissé planer un nuage d'insinuations et de soupçons sur le requérant qui, avant de se retrouver sans position vis-à-vis de l'Organisation, avait été un conseiller très apprécié de deux secrétaires généraux. Après avoir examiné les moyens invoqués par le requérant, la commission a conclu qu'ils étaient plutôt modestes au regard du préjudice qu'il a subi. À la lumière des considérations ci-dessus, le Panel a recommandé à l'unanimité que le requérant : (a) reçoive une lettre d'excuses du BSCI pour avoir permis que le nom de l'appelant soit terni et sa réputation souillée par des accusations non prouvées et ; (b) reçoive des dommages-intérêts compensatoires d'un montant égal à un an de salaire net plus les intérêts au taux en vigueur pour les violations de son droit à une procédure régulière ».

## Carrière après l'ONU
Au cours de l'année universitaire 2005–2006, Klein occupe le poste de professeur invité en affaires internationales et de professeur invité Schultz en affaires publiques et internationales à la School of Public and International Affairs de l'université de Princeton. Il est responsable de l'élaboration et de la présentation de cours de premier et de deuxième cycle portant sur l'histoire de la gestion et de la résolution des conflits. Les sujets abordés comprennent la gestion des crises humanitaires, les opérations de maintien de la paix des Nations unies et les objectifs de la politique étrangère américaine, le rôle du maintien de la paix des Nations unies dans l'ère de l'après-guerre froide (en), le rôle du Conseil de sécurité dans les processus décisionnels des Nations unies, l'évolution du maintien et de l'imposition de la paix, ainsi que le rôle et l'intérêt des États-Unis dans la réforme des Nations unies.
Klein continue de donner des conférences, d'écrire et de consulter sur les affaires internationales. Il est professeur adjoint de relations internationales à l'université internationale de Dubrovnik, en Croatie, et siège au conseil consultatif de l'université de la sécurité publique et individuelle « Apeiron », à Cracovie, en Pologne.
L'ambassadeur Klein est membre du Comité d'honneur de l'Académie d'Alsace, du Council on Foreign Relations, de l'American Academy of Diplomacy, du DACOR, du Washington Institute of Foreign Affairs, ainsi que du COMOS Club, du Army and Navy club of Washington, du Princeton Club of New York City et de MENSA.

### Historique des promotions dans l'armée de l'air
| Rang               | Date              |
| ------------------ | ----------------- |
| Major general      | 12 août 1992      |
| Brigadier general  | 8 avril 1987      |
| Colonel            | 1er juillet 1981  |
| Lieutenant colonel | 21 septembre 1977 |
| Major              | 1er mai 1973      |
| Captain            | 22 mars 1967      |
| First lieutenant   | 6 février 1965    |
| Second lieutenant  | 6 août 1963       |

### Historique des promotions du service extérieur
| Grade                         | Date |
| ----------------------------- | ---- |
| Grade personnel d'ambassadeur | 1998 |
| Minister Counselor (FE-MC)    | 1998 |
| Counselor (FE-OC)             | 1991 |
| FSO-01                        | 1984 |
| FSO-02                        | 1981 |
| FSO-04                        | 1980 |
| FSO-05                        | 1975 |
| FSO-06                        | 1973 |
| FSO-07                        | 1971 |

| Distinctions du département d'État                |                                                                                                  |
|                                                   | Secretary's Career Achievement Award (en) du département d'État (en)                             |
|                                                   | Secretary's Distinguished Service Award (en) du département d'État (en)                          |
| Bronze oak leaf cluster · Bronze oak leaf cluster | Superior Honor Award (en) du département d'État (en) (avec deux grappes de feuilles)             |
| Bronze oak leaf cluster · Bronze oak leaf cluster | Meritorious Honor Award (en) du département d'État (en) (avec deux grappes de feuilles de chêne) |

| Autres récompenses civiles |                                                                                           |
|                            | Presidential Meritorious Service Award                                                    |
|                            | Outstanding Public Service Award du Secrétariat à la Défense des États-Unis               |
|                            | Award for Exceptional Civilian Service du département de la Force aérienne des États-Unis |
|                            | Award for Meritorious Civilian Service du département de la Force aérienne des États-Unis |
|                            | Seal Medallion de la Central Intelligence Agency                                          |
|                            | Meritorious Service Award (en) de l'Air National Guard                                    |

| Récompenses civiles étrangères |                                                                                                |
|                                | Grand Officier de l'Ordre de la Couronne (Belgique)                                            |
|                                | Grand ordre du Roi Dmitar Zvonimir (en) (Croatie)                                              |
|                                | Ordre national du Lion avec le grade de Commandant (Sénégal)                                   |
|                                | Officier de la Légion d'honneur (France)                                                       |
|                                | Grand Commandeur de l'Ordre de la Rédemption africaine (Liberia)                               |
|                                | Médaille du maintien de la paix de la République slovaque, 1re classe (Slovaquie)              |
|                                | Grand-Croix de l'Ordre du Mérite de la République fédérale d'Allemagne (Allemagne)             |
|                                | Croix d'officier de l'Ordre du Mérite de la république de Pologne (Pologne)                    |
|                                | Médaille du mérite et de la consolidation de la paix, vétéran de l'ONU, Slovaquie - Degré d'or |

| Insignes américaines |                                                            |
|                      | Non-Rated Officer Aircrew Member Badge de l'U.S. Air Force |
|                      | Master Intelligence Badge de l'U.S. Air Force              |

| Décorations militaires américaines |                                                                                         |
|                                    | U.S. Air Force Distinguished Service Medal                                              |
|                                    | U.S. Department of Defense Defense Superior Service Medal                               |
|                                    | U.S. Armed Forces Legion of Merit (avec grappe de feuilles de chêne)                    |
|                                    | U.S. Department of Defense Bronze Star                                                  |
|                                    | U.S. Department of Defense Meritorious Service Medal (avec grappe de feuilles de chêne) |
|                                    | U.S. Air Force Meritorious Service Medal (avec grappe de feuilles de chêne)             |
|                                    | U.S. Department of Defense Air Medal                                                    |
|                                    | U.S. Department of Defense Joint Service Commendation Medal                             |
|                                    | U.S Air Force Commendation Medal                                                        |

| Récompenses de l'unité américaine | |
|                                   | U.S. Air Force Presidential Unit Citation (United States) (avec grappe de feuilles de chêne)                        |
|                                   | Joint Meritorious Unit Award (avec grappe de feuilles de chêne) U.S. Department of Defense                          |
|                                   | U.S. Army Meritorious Unit Commendation                                                                             |
|                                   | Air Force Outstanding Unit Award (avec quatre grappes de feuilles de chêne) de l'U.S. Air Force                     |
|                                   | Organizational Excellence Award (avec une grappe d'argent et deux grappes de feuilles de chêne) de l'U.S. Air Force |
|                                   | National Aeronautical and Atmospheric Unit Citation du NOAA Corps                                                   |

| Médailles de service (campagne) et rubans d'entraînement au service des États-Unis | |
|                                                                                    | National Defense Service Medal (avec une étoile de bronze) de l'U.S. Department of Defense                  |
|                                                                                    | Vietnam Service Medal (avec trois étoiles de bronze) de l'U.S. Department of Defense                        |
|                                                                                    | Overseas Short Tour Ribbon de l'U.S. Air Force                                                              |
|                                                                                    | Longevity Service Award (avec une grappe d'argent et deux grappes de feuilles de chêne) de l'U.S. Air Force |
|                                                                                    | Reserve Medal (avec dispositif de sablier doré et lettre M en bronze) de l'U.S. Armed Forces                |
|                                                                                    | Small Arms Expert Marksmanship Ribbon de l'U.S. Air Force                                                   |
|                                                                                    | Air Force Training Ribbon de m'U.S. Air Force                                                               |

| Récompenses et décorations militaires étrangères |                                                                              |
|                                                  | Ordre du Mérite aéronautique (Brésil) (au grade de commandant)               |
|                                                  | Republic of Korea Presidential Unit Citation (Corée du Sud)                  |
|                                                  | Croix de la Vaillance (Viêt Nam) (Citation de l'unité) (Vietnam)             |
|                                                  | Republic of Vietnam Campaign Medal (Vietnam)                                 |
|                                                  | Commemorative Medal of Chief of the General Staff of the Slovak Armed Forces |

| Missions des Nations unies |                                                           |
|                            | ATNUSO (Mission des Nations unies en Slavonie orientale)  |
|                            | UNMiBH (Mission des Nations unies en Bosnie-Herzégovine ) |
|                            | UNMIL Mission des Nations unies au Liberia                |